# Eosqualodon
Eosqualodon és un gènere extint de cetacis de la família dels esqualodòntids que visqueren durant l'Oligocè superior i el Miocè inferior. Se n'han trobat restes fòssils a Alemanya i Itàlia, incloent-hi cranis, però, a diferència d'altres representants de la mateixa família, cap os periòtic o omòplat. Es diferencia de Squalodon pel fet de tenir la base rostral més ampla, la vora caudal de l'espiracle a l'altura de la part caudal de les òrbites i una construcció intertemporal poc desenvolupada.